# Porcelana Mauá
Porcelana Mauá (originalmente Porcellana Mauá) foi uma empresa brasileira fabricante de porcelana. Fundada em 1937 em Mauá, então distrito pertencente a São Bernardo do Campo, na atual Região Metropolitana de São Paulo, durante três décadas foi uma das mais importantes fábricas brasileiras do setor. Foi a primeira fábrica paulista a produzir porcelana fina de mesa.

## História
Em 1933 tem início a produção da fábrica de porcelana Staudacher, Schmidt & Cia., com um forno de cinco metros cúbicos instalado em um pequeno edifício de dois pavimentos localizado na região central do distrito de Mauá. O terreno onde foi construída a empresa foi estrategicamente escolhido por seu fundador, Fritz Erwin Schmidt, empresário de ascendência alemã. Próximo ao rio Tamanduateí e à estação Mauá da São Paulo Railway, principal meio de comunicação com os polos consumidores, o terreno de quatro mil metros quadrados havia sido comprado por Fritz de um certo senhor Morelli por quatro cruzeiros o metro. A região era rica em argila de boa qualidade, os terrenos eram baratos, com água em abundância e mão de obra especializada.
Após  longos  estudos,  resolvemos  instalar  esta  pequena  fábrica  em  São  Paulo,  em virtude de existir aqui uma forte indústria de louça de pó-de-pedra, havendo, portanto, operários  especializados,  boa  matéria-prima e, principalmente, um grande mercado consumidor. À procura de um  terreno a bom preço, vim certo dia a Mauá, onde fui informado pela família Milanez que o preço do metro  quadrado, próximo à estação, era de cinco a seis cruzeiros o metro, sendo a  maior gleba de propriedade de um senhor Morelli. Procurei o senhor Morelli e adquiri dele quatro mil metros quadrados a quatro cruzeiros o metro, terreno onde se localiza hoje a Porcelana Mauá S/A.— Fritz Erwin Schmidt
Em 1936, depois de dificuldades no processo de produção de uma porcelana fina e desconhecida no Brasil, chamada Bolesławiec (cerâmica) [en] (originária da cidade polonesa de Bolesławiec), os sócios decidiram fazer mudanças na  empresa. Hans  Lorenz, sócio investidor, resolveu financiar uma expansão das  instalações, com a construção de novos galpões, instalando mais dois fornos, com capacidade total de cinquenta metros cúbicos. Assim é fundada em fevereiro de 1937, a Porcelana Mauá S/A, com a dissolução da Staudacher, Schmidt & Cia.

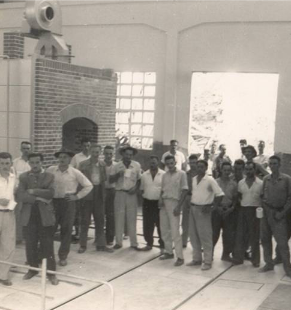
Funcionários em frente ao forno-túnel, implantado em 1950

A empresa passou por significativas expansões nas décadas seguintes. Em 1950 foi construído um forno-túnel, um sistema de produção contínua utilizando carrinhos sobre trilhos, que conduzem linearmente as peças dentro do forno com temperaturas controladas, possibilitando um ciclo contínuo de queima e resfriamento, o que aprimorava a qualidade nas etapas decorativas. A Porcelana Mauá foi uma das pioneiras na implantação desse processo que, além de aumentar a produção, reduzia as perdas por choque térmico. Os fornos convencionais, denominados intermitentes ou cíclicos, foram gradualmente desativados, até mesmo para atender às novas políticas governamentais de controle da poluição ambiental, além da dificuldade no abastecimento de lenha, com a urbanização cada vez maior do entorno do parque fabril. O novo processo utilizava gás como combustível, na época uma das principais evoluções no setor cerâmico, com melhor eficiência no controle das temperaturas e redução na emissão de poluentes.
Em 1956 havia onze galpões e edifícios verticalizados com três chaminés. Ainda no final da década, o número de galpões foi ampliado para dezesseis e depois para dezoito.

### Decadência
A partir da década de 60, a porcelana passou a ser substituída pelo vidro e pelo plástico, uma tendência de modernidade, com a mudança dos padrões estéticos e de praticidade nos utensílios domésticos. Além disso, com a chegada da indústria automobilística na região do ABC paulista, a mão se obra migrou para esse setor. Algumas fábricas de porcelana conseguiram resistir até os anos 70.
As atividades da Porcelana Mauá foram encerradas em 1968, depois de três décadas de existência. As instalações da fábrica foram utilizadas durante quase vinte anos pela Cerâmica Nara. Peças produzidas pela Porcelana Mauá fazem parte do acervo do Museu Barão de Mauá.